# SN 2006ro
SN 2006ro – supernowa typu Ia odkryta 9 listopada 2006 roku w galaktyce A035116+2650. Jej maksymalna jasność wynosiła 19,83m.